# Redmon
Redmon est un village du comté d'Edgar dans l'Illinois, aux États-Unis,. Il est situé à l'ouest du comté, entre Isabel à l'ouest et Paris à l'est. Il est incorporé le 14 septembre 1901.

## Démographie
Lors du recensement de 2010, le village comptait une population de 173 habitants. Elle est estimée, en 2016, à 164 habitants.

## Source de la traduction
- (en) Cet article est partiellement ou en totalité issu de l’article de Wikipédia en anglais intitulé « Redmon, Illinois » (voir la liste des auteurs).